# Figaro Classifieds
 (septembre 2024).
Pour les articles homonymes, voir Figaro (homonymie).
 (novembre 2021).
 (avril 2017).
Figaro Classifieds est une filiale du Groupe Figaro. Figaro Classifieds est conçu pour être un média et une marketplace. Le site revendique 350 collaborateurs, un chiffre d'affaires de 60 millions d'euros ainsi que 9 millions de visiteurs. 

## Histoire
En septembre 2010 le groupe Adenclassifieds a été racheté par le Groupe Figaro, qui deviendra Figaro Classifieds.
En 2016, Figaro Classifieds rachète le réseau social professionnel Viadeo .